# El Cetro de Zink
El Cetro de Zink es la primera novela de Kadingir, una saga de libros de fantasía y aventura escrita por Joan Llongueras y Mercè Masnou.

## Argumento
Una niña de lo más alocada, de gran imaginación, poco sentido del ridículo y un humor de lo más irreverente, hija de una pareja de artistas bohemios, heredará un legado muy especial: el trono de reina de los zitis, una de les seis razas del planeta Ki, existente en una dimensión paralela a la Tierra y conectado a ella a través de la tecnología Kadingir, que permite viajar entre los dos planetas.
Ishtar, la afortunada nueva reina, descubrirá que su admirada abuela no es tan sólo una arqueóloga de gran fama mundial, sino que esconde un montón de secretos que nunca habría podido imaginar. Aunque no todo va a ser tan fácil cómo parece, pues el malo  más malo de todos los malos, Usumgal, Señor de Zapp, secuestrará a su abuela, complicando aún más la toma de posesión y, por si eso fuera poco, la pequeña deberá superar tres pruebas para heredar efectivamente el legado.
Pero no se enfrentará sola a su destino. Nakki, el serio y severo gran consejero, guiará y entrenará a la joven Ishtar, cuyo especial carácter pondrá a prueba su paciencia de educador hasta el último momento. Galam, un inventor inteligente, despistado y amante de la vida plácida, la ayudará con tecnología punta y apoyo moral, acompañado durante gran parte de sus aventuras por Ullah, descendiente de las aves, de espíritu libre y tan llena de buen humor cómo de coraje. Completarán este equipo Zuk, gran consejero de la raza que ha evolucionado a partir de los delfines, y Golik, de la familia de los reptiles, que con su carácter tan especial demostrará que los hechos valen mucho más que las palabras. A todos ellos, compañeros de su abuela Nirgal, se añadirá Nimur, el joven rey de una raza felina, que se sentirá interesado especialmente por Ishtar.
Las relaciones entre los eclécticos y dispares integrantes del equipo en su conquista del trono de Zink, demostrarán sin duda alguna que los polos opuestos se atraen. El humor absurdo de la chica y la seriedad rayando en la apatía sentimental de su consejero, el libre y atolondrado carácter de Ullah y la tranquilidad que busca Galam, o la rabia de Usumgal y el odio que se profesan sus dos grandes consejeros, darán tono a las acciones de un grupo de grandes y carismáticos personajes, cada uno hecho a su manera.
Luchas y batallas, lecciones y explosiones, aderezadas con el ingrediente especial que representa el imperturbable humor de la reina de los zitis, se irán sucediendo sin tregua para que los buenos consigan lo que siempre han querido los buenos en la historia de los buenos: ganar a los malos.
- Datos: Q5821360